# توبي سيدغويك
توبي سيدغويك (بالإنجليزية: Toby Sedgwick)‏ هو مصمم رقص وممثل بريطاني، ولد في 16 أغسطس 1958 في المملكة المتحدة. من الجوائز التي نالها جائزة لورنس أوليفيه وDrama Desk Special Award ‏ سنة 2011.

## أعمال

### أفلام
- (2002) بعد 28 يوما

## جوائز
- جائزة لورنس أوليفيه
- Drama Desk Special Award [الإنجليزية]‏ (2011)

## وصلات خارجية
- توبي سيدغويك على موقع IMDb (الإنجليزية)
- توبي سيدغويك على موقع قاعدة بيانات برودواي على الإنترنت (الإنجليزية)
- توبي سيدغويك على موقع قاعدة بيانات الفيلم (الإنجليزية)